# ترمس فضي
الترمس الفضي (باللاتينية: Lupinus argenteus) نوع نباتي يتبع جنس الترمس من الفصيلة البقولية المعروفة بقدرتها على تثبيت النيتروجين الجوي من خلال بكتيريا المستجذرة.
موطنه غرب أمريكا الشمالية بدءاً من المقاطعات الكندية الغربية إلى منطقة الغرب الأوسط في الولايات المتحدة.

## الوصف النباتي
نبات معمر يصل ارتفاعه إلى متر ونصف. الأزهار زرقاء.